# Chūson-ji

Weg zum Konjikidō

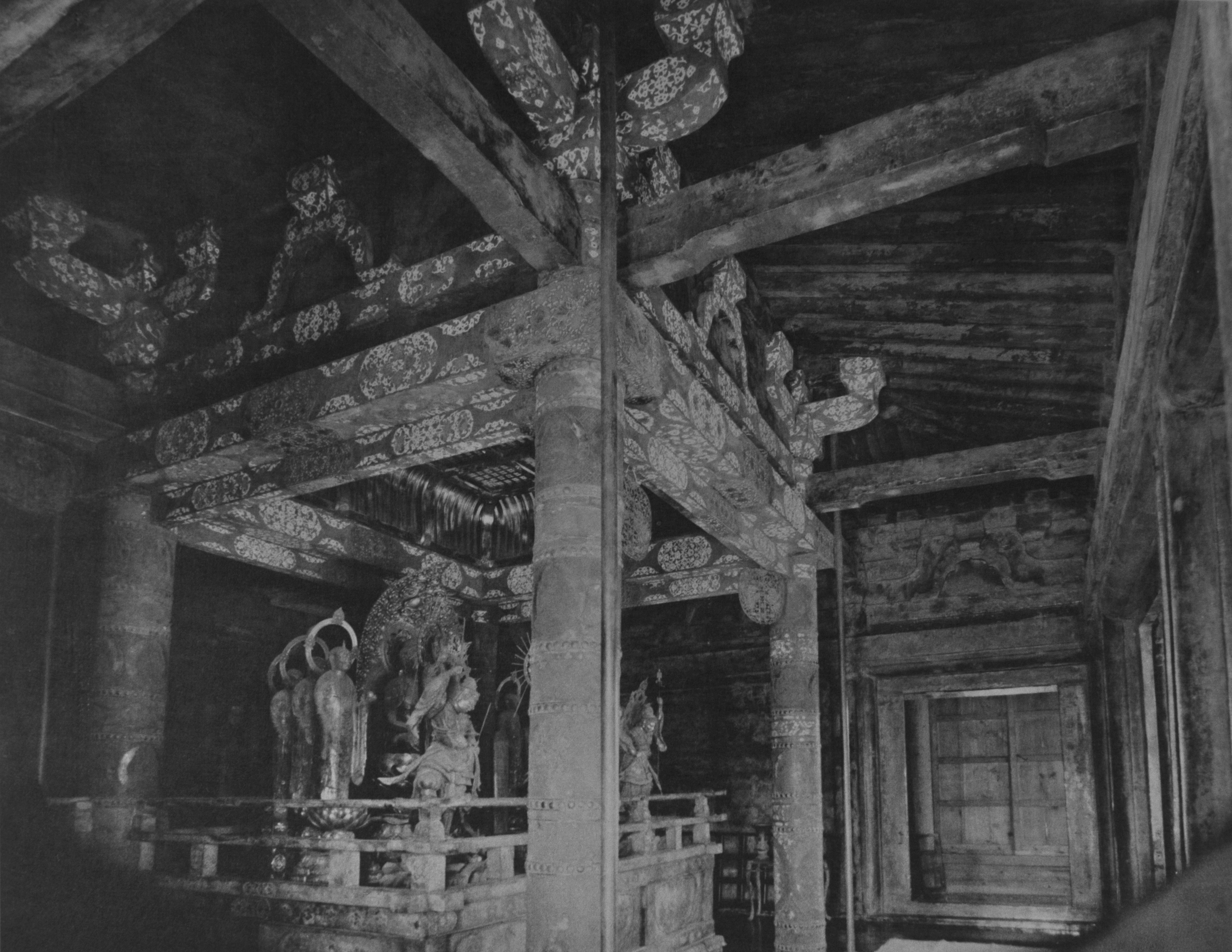
Im Inneren der zentrale Altar

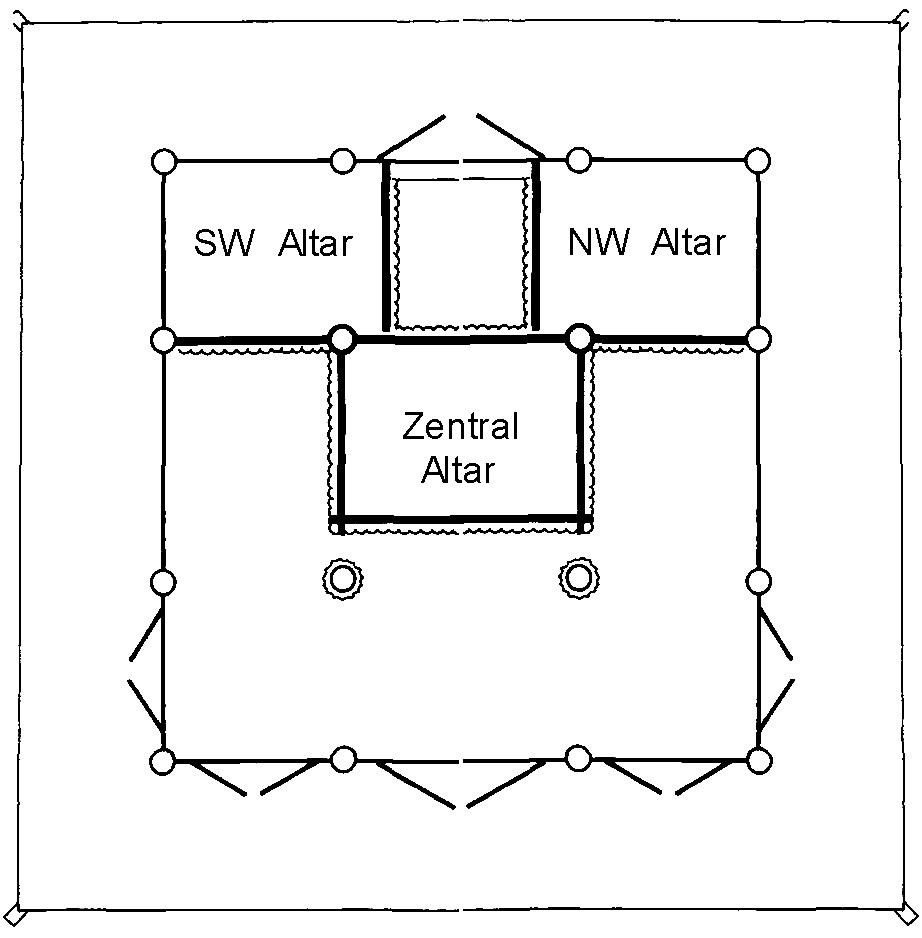
Konjikiō, Grundriss

Chūson-ji (japanisch 中尊寺) ist ein buddhistischer Tempel in Hiraizumi, Präfektur Iwate. Es ist der Haupttempel der Tendai Sekte in Tōhoku (Nordost-Japan). Chūson-ji wurde von Fujiwara no Kiyohira (藤原清衡; 1056–1128) um 1100 auf einer etwas entlegenen Anhöhe errichtet. Der Tempel ist berühmt für seine prächtige „Goldene Halle“.

## Tempelanlage

### Goldene Halle
Die Goldene Halle (金色堂, Konjikidō) (Nationalschatz) ist ein Mausoleum, das 1124 fertiggestellt wurde. Es beherbergt die mumifizierten Überreste der führenden Persönlichkeiten des nördlichen Fujiwara-Zweiges (奥州藤原氏, Ōshū Fujiwara-shi oder 陸奥藤原氏, Mutsu Fujiwara-shi), die diese Gegend regierten. Das Holzgebäude, mit quadratischem Grundriss von 5,5 × 5,5 m und 8 m Höhe, ist innen vergoldet. Es enthält ein Ensemble von drei erhöhten Altären unter einer Art Baldachin, der von vier Säulen getragen wird. Von den 33 Figuren, die in Gruppen zu je 11 jeden der drei Altäre schmücken, sind bis auf eine vollständig erhalten:
- In der Mitte befindet sich ein sitzender Amida Nyorai-Buddha, er wird rechts und links flankiert
- von einer stehenden Kannon Bosatsu und einer stehenden Seishi Bosatsu[Anm. 3][1] sowie
- von sechs Jizō, je drei rechts und links und
- vorne von zwei der vier Himmelskönige (Shitennō), nämlich Jikoku-ten (持国天) und Zōjō-ten (増長天) geschützt.

Die ganze Halle ist innen mit schwarzem Lack überzogen, in den Vergoldungen und Perlmutt-Dekorationen mit großem Detail-Reichtum eingebracht sind. Am Altarpodest findet sich der Phönix bzw. Pfau als Motiv. Die Verwendung von asiatischen Rosenholz und afrikanischem Elfenbein belegt die extensiven Handelsbeziehungen der Zeit.
Die Mumien wurden zuletzt 1950 untersucht. Es wird angenommen, dass Fujiwara no Kiyohira unter den mittleren Altar gebettet wurde. Sohn Fujiwara no Motohira (藤原基衡; † 1057) konnte identifiziert werden, da bekannt ist, dass er an einem Bluterguss im Kopf gestorben ist. Er befindet sich im Nordwest-Altar. Dessen Sohn Fujiwara no Hidehira (藤原秀衡; 1096–1187), Unterstützer des Minamoto no Yoritomo wurde unter dem Südwest-Altar gefunden, neben einem Behälter, der das Haupt seines Sohnes Yasuhira (藤原康衡; † 1089) enthält, der in den Auseinandersetzungen mit Yoritomo sein Leben 1189 verloren hatte.
Zwischen 1962 und 1968 wurden umfangreiche Restaurierungsarbeiten durchgeführt. Das aus der Muromachi-Zeit stammende Gebäude, das etwa 500 Jahre Wind und Wetter ausgesetzt war, wurde auseinandergenommen und einige 100 m entfernt – nun innerhalb eines Schutzhauses – wieder aufgebaut. Dabei wurden auch die Altäre restauriert, so dass diese wieder ihre ursprüngliche Schönheit zeigen. Die Halle ist nun jedoch durch eine Acryl-Scheibe getrennt, so dass das Innere nur von vorne betrachtet werden kann.
Matsuo Bashō besuchte 1689 den Tempel und notierte „Frühsommer-Regen / fiel und blieb noch liegen / Glänzende Halle.“

### Hauptgebäude
Das Hauptgebäude (本堂, Hondō) stammt aus dem Jahre 1909. Alle Gottesdienste und sonstige religiösen Veranstaltungen finden in diesem Gebäude statt. Hier können Gäste Sutren kopieren und an Zen-Meditationen teilnehmen.

### Sutrenspeicher
Der Sutrenspeicher (経蔵, Kyōzō) neben der Goldenen Halle stammt ebenfalls aus der Fujiwara-Zeit. Er beherbergte die außerordentlich wertvolle Sammlung von Sutra-Abschriften, die als „Chūsonji-Sutren“ bekannt sind. Sie sind mit Goldtinte auf Indigo-Papier geschrieben worden.

### Museum
Das Museum, hier Sankōzō (讃衡蔵) genannt, beherbergt mehr als 3000 Objekte. Das jetzige Gebäude stammt aus dem Jahre 2000 und präsentiert ausgewählte Stücke, darunter auch Ausschnitte aus den Chūsonji-Sutren.
1979 wurde die Anlage zur Besonderen historischen Stätte (tokubetsu shiseki) erklärt. Im Juni 2011 wurde der Chūson-ji als Teil der "Historischen Denkmäler und Anlagen von Hiraizumi" in Liste des Weltkulturerbes aufgenommen.

## Galerie

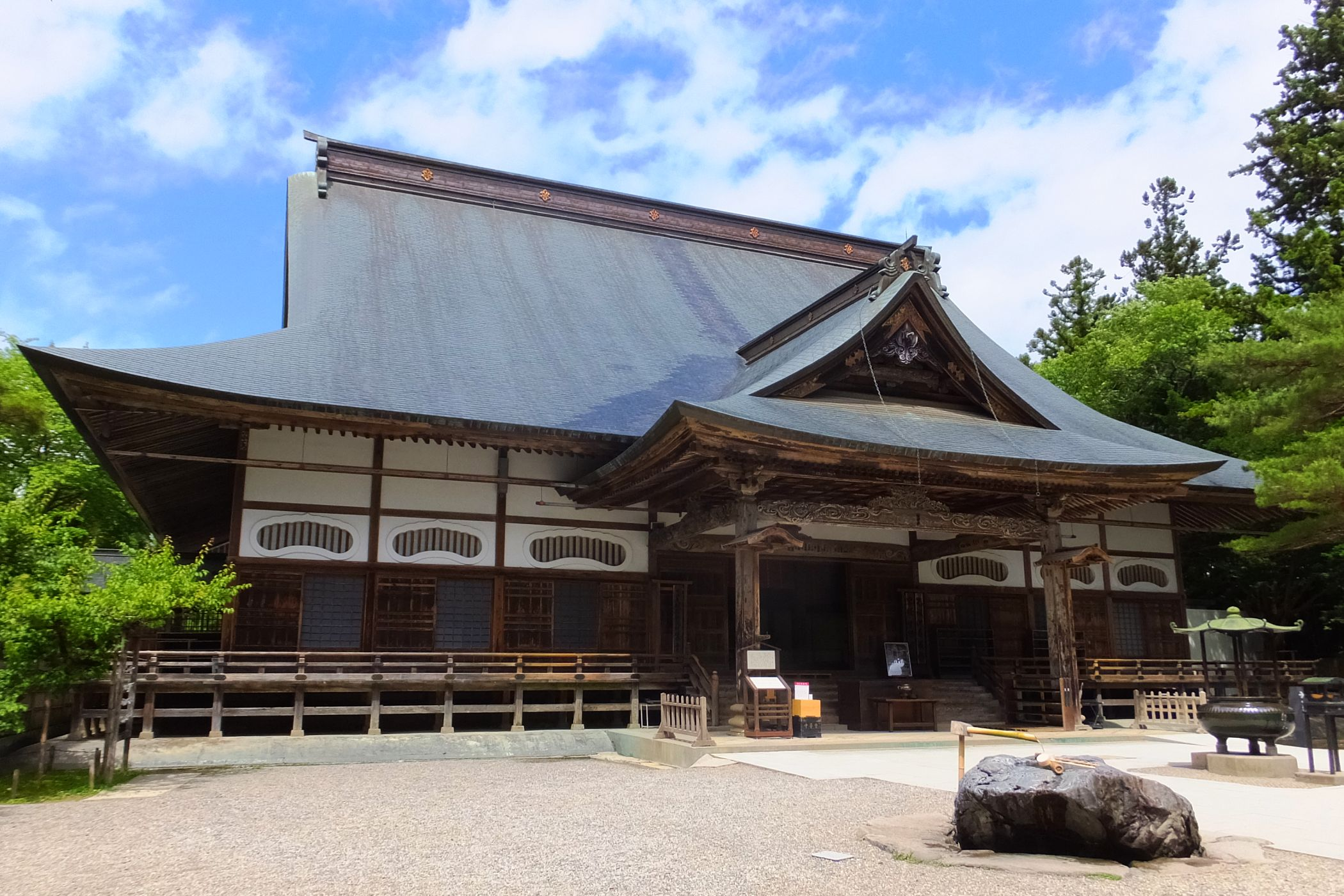
Hondō, die Haupthalle
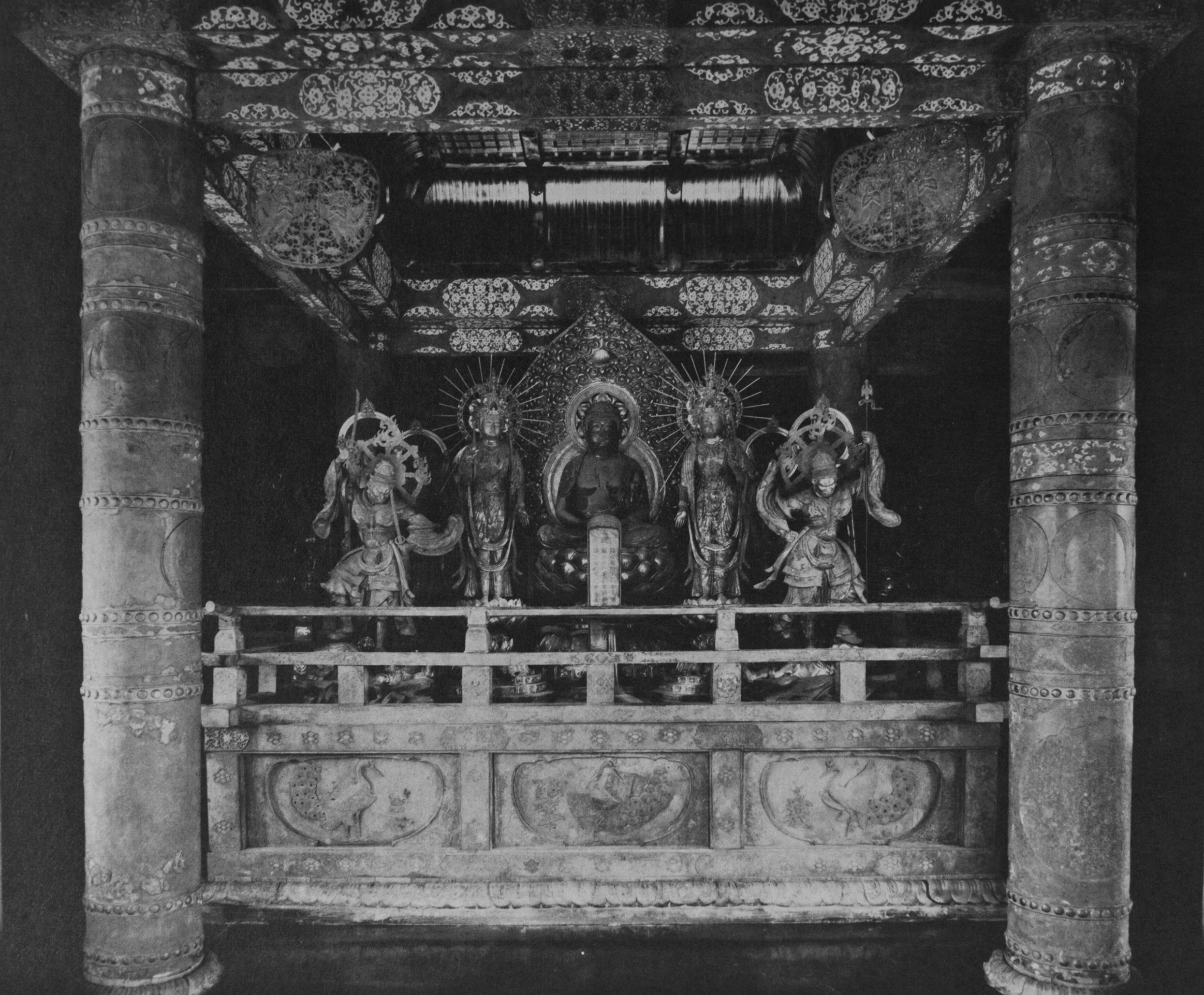
Zentraler Altar im Konjikidō
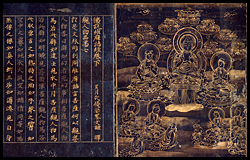
Chūson-ji Sutra (Detail)
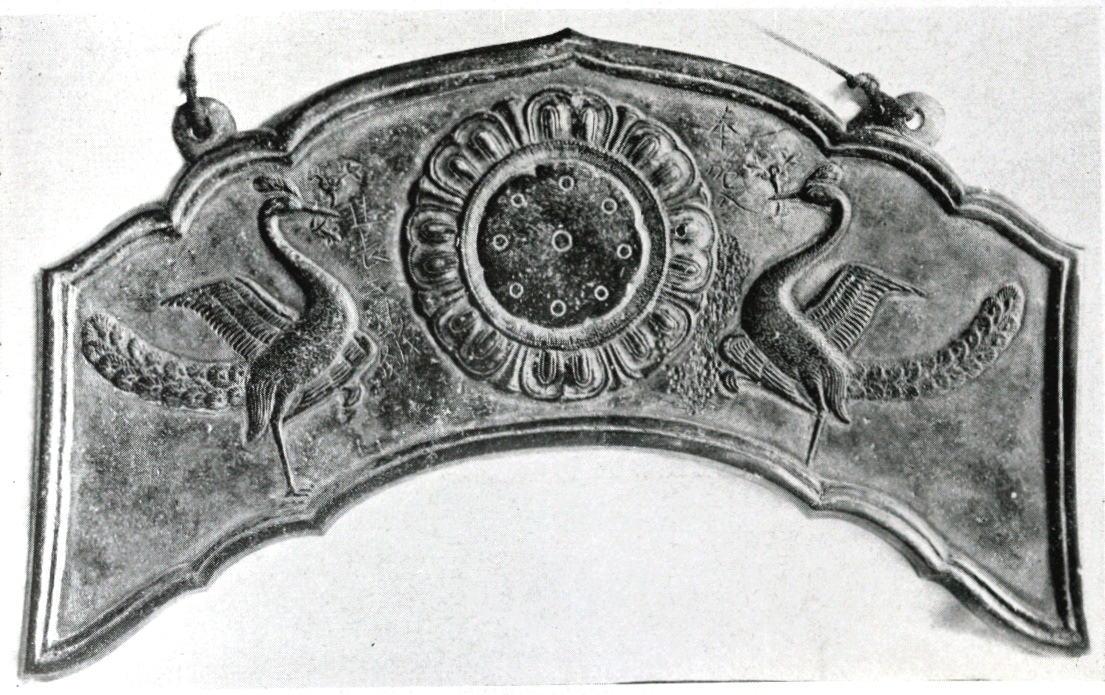
Ritueller Gong